# Bleptina priassalis
Bleptina priassalis là một loài bướm đêm trong họ Noctuidae.